# After Dark
After Dark er en britisk stumfilm fra 1915 af Warwick Buckland.

## Medvirkende
- Flora Morris som Eliza Medhurst
- Harry Royston som Charles Dalton
- Harry Gilbey som Gordon Chumley
- Beatrice Read som Rose Egerton
- B.C. Robinson som Chandos Bellingham